# Warum bist Du so?
Warum bist Du so? ist ein Lied des deutschen Rappers Fler und die zweite Single aus dessen Album Fremd im eigenen Land. Auf diesem wurde es erstmals am 25. Januar 2008 veröffentlicht, und es erschien am 29. Februar 2008 als Single bei Flers Plattenfirma Aggro Berlin. Das Lied wurde zum Andenken an den verstorbenen Graffiti-Künstler Attila Murat Aydın geschrieben, der in der Berliner Hip-Hop-Szene als „Maxim“ bekannt war. Für die musikalische Untermalung von Warum bist Du so? ist das Produzentenduo Goofiesmackerz verantwortlich. Die Single erreichte Platz 61 der deutschen Charts.

## Hintergrund
Am 13. Juni 2003 wurde der Berliner Graffitikünstler Attila Murat Aydın am Tag seines Geburtstages tödlich verletzt. Er hinterließ einen Sohn. Aydin hatte die Hip-Hop-Kultur in Berlin entscheidend mitgeprägt und galt als Integrationsfigur. Viele – mitunter verfehdete – deutsche Künstler gedachten des Verstorbenen. Die Rapper Bushido, Baba Saad, Kool Savas, Azad und Eko Fresh sagten für 2005 einem Auftritt auf einer "Memorial Jam" in der Berliner Columbiahalle zu Ehren von Aydin zu. Infolge der Verhaftung des Mitorganisators Bushidos in Linz im Herbst 2005 fiel die Veranstaltung jedoch aus. Bereits im Dezember 2004 hatte Fler gemeinsam mit seinen Aggro-Berlin-Kollegen Sido und B-Tight das Lied Maxim ist King für den Labelsampler Aggro Ansage Nr. 4 aufgenommen. Dieses wurde 2005 auch dem über Groove Attack vertriebenen Maxim Memorial Sampler beigefügt, auf dem außer den drei Künstlern zahlreiche andere deutsche Rapper wie Kool Savas, Eko Fresh, Summer Cem, Jack Orsen oder Taktloss Aydın gedachten. Mit Warum bist Du so? koppelte Fler als erster Künstler auch eine Single zu dessen Ehren aus.

## Inhalt
Der Text des Liedes behandelt den Graffitikünstler Attila Murat Aydın. Fler bedauert dessen Tod und beschreibt ihn als mutigen und ehrenvollen Streitschlichter. Zudem bezeichnet er ihn als „Ghetto Star“ und „Hip-Hop-Messias“. Für ihn sei es eine „große Ehre“, mit Aydin vor der Kamera gestanden zu haben.

## Produktion
Für die musikalische Untermalung von Warum bist Du so? ist das Produzentenduo Goofiesmackerz verantwortlich. Das Lied verwendet dabei ein Sample des 1971 auf dem Album Concerto Grosso veröffentlichten Liedes Dance with the Rain der italienischen Progressive-Rock-Band New Trolls. Zudem wurde ein Remix des Produzenten Djorkaeff aufgenommen, der auf der Single mitveröffentlicht wurde. Für das Mastering beider Titel zeigte sich Brian Gardner verantwortlich.

## Titelliste
Titelliste der Single Warum bist Du so?
1. Warum bist Du so?
2. Warum bist Du so? (Djorkaeff Remix)
3. Kopf durch die Wand
4. Meine Gegend
5. Warum bist Du so? (Instrumental)

## Musikvideo
Zu Warum bist Du so? wurde außerdem ein Musikvideo veröffentlicht. In diesem werden größtenteils Szenen vor dem Grab von Attila Murat Aydın gezeigt.

## Kritiken
| Professionelle Bewertungen | Professionelle Bewertungen |
| -------------------------- | -------------------------- |
| Kritiken                   |                            |
| Quelle                     | Bewertung                  |
| hiphop-jam.net             | [ 6 ]                      |

Die Hip-Hop Seite hiphip-jam.net zeichnete Warum bist du so? mit 4 von 5 möglichen "Mics" aus und hob diesen auch unter der Vielzahl an Tribute-Lieder, die zu Ehren von Attila Murat Aydın in den vorherigen Jahren veröffentlicht wurden, als „vielleicht großartigste Widmung“ hervor und urteilte dabei im Rahmen ihrer Rezension: „Zwar sind persönliche Thematiken mittlerweile keine Seltenheit mehr bei Fler, doch wirkt "Warum Bist Du So?" um einiges glaubwürdiger und ernster.“

## Chartplatzierungen
In Deutschland erreichte Warum bist Du so? Platz 61. Insgesamt hielt die Single sich drei Wochen in den deutschen Singlecharts. In Österreich platzierte sich das Lied nicht in den Charts. Warum bist Du so? war die bis dato niedrigstplatzierte Fler-Single in den deutschen Charts und die erste Veröffentlichung des Künstlers seit seiner Debüt-Single AggroberlinA aus dem Jahr 2004, die in Österreich keinen Charteinstieg erzielen konnte.
| ChartsChartplatzierungen | Höchstplatzierung | Wochen |
| ------------------------ | ----------------- | ------ |
| Deutschland (GfK)        | 61 (3 Wo.)        | 3      |